# Nick Fairley
Nick Fairley (Mobile, 23 gennaio 1988) è un giocatore di football americano statunitense che gioca nel ruolo di defensive tackle per i New Orleans Saints della National Football League. Fu scelto come tredicesimo assoluto nel Draft NFL 2011 dai Detroit Lions. Al college ha giocato a football a Auburn.

## Carriera professionistica

### Detroit Lions
Fairley fu scelto dai Detroit Lions come 13º assoluto nel Draft NFL 2011. Fairley firmò un contratto quadriennale coi Lions il 28 luglio 2011. Tale contratto fu del valore di 10 milioni di dollari, compresi 5,7 milioni di bonus alla firma.
Durante la sua stagione da rookie, Fairley giocò dieci partite senza partire mai da titolare, mettendo a segno 15 tackle e un sack. Nel 2012, il giocatore migliorò le proprie statistiche mettendo a segno 5,5 sack, 26 tackle e 2 fumble forzati. Il 12 dicembre, tuttavia, fu inserito in lista infortunati, concludendo in anticipo la stagione regolare.
Nella prima gara della stagione 2013, Fairley mise a segno 1,5 sack nella vittoria sui Minnesota Vikings. Nella settimana 4 contro i Chicago Bears, Nick recuperò un fumble forzato da Ndamukong Suh e lo ritornò in touchdown. Nella settimana 10, ancora contro i Bears, fu decisivo per la vittoria della sua squadra bloccando nel finale di gara Matt Forté nel tentativo di conversione da due punti che avrebbe pareggiato la partita.

### St. Louis Rams
Il 13 marzo 2015, Fairley firmò un contratto annuale del valore di 5 milioni di dollari coi St. Louis Rams. 

### New Orleans Saints
Il 28 marzo 2016, Fairley firmò un contratto di un anno con i New Orleans Saints.

## Palmarès
- Lombardi Award - 2010

## Statistiche
| Partite totali      | 51   |
| Partite da titolare | 30   |
| Tackle              | 127  |
| Sack                | 14,0 |
| Intercetti          | 0    |
| Fumble forzati      | 4    |

Statistiche aggiornate alla stagione 2015